# Ранчо ла Есперанза (Ебано)
Ранчо ла Есперанза (шп. Rancho la Esperanza) насеље је у Мексику у савезној држави Сан Луис Потоси у општини Ебано. Насеље се налази на надморској висини од 40 м.

## Становништво
Према подацима из 2010. године у насељу су живела 4 становника.

### Хронологија
| Година       | 2000 | 2005       | 2010 |
| ------------ | ---- | ---------- | ---- |
| Становништво | 5    | 11 (4 / 7) | 4    |

### Попис
| # | Индикатор                     | Вредност |
| - | ----------------------------- | -------- |
| 1 | Укупно домаћинстава           | 2        |
| 2 | Укупно насељених домаћинстава | 2        |
| 3 | Величина локације             | 1        |